# Svinhults församling
Svinhults församling var en församling i Linköpings stift inom Svenska kyrkan i Ydre kommun i Östergötlands län. Församlingen uppgick 2009 i Sund-Svinhults församling.
Församlingskyrka var Svinhults kyrka.

## Administrativ historik
Församlingen har medeltida ursprung.
Församlingen var till 1962 annexförsamling i pastoratet Västra Ryd och Svinhult. Från 1962 var församlingen annexförsamling i pastoratet Sund, Västra Ryd och Svinhult. Församlingen uppgick 2009 i Sund-Svinhults församling.
Församlingskod var 051205.

## Komministrar[4]
| Ämbetstid | Namn                       | Levnadstid | Övrigt                                       |
| --------- | -------------------------- | ---------- | -------------------------------------------- |
|           | Magnus Johannis            |            | Senare kyrkoherde i Asby församling.         |
| 1573-1603 | Magnus                     | -1603      |                                              |
| 1605-1622 | Andreas Olavi              |            | Senare kyrkoherde i Västra Ryds församling.  |
| 1627-1647 | Carolus Wigius             | –1652      | Senare kyrkoherde i Höreda församling.       |
| 1650-1661 | Nicolaus Nicolai           | död 1669   | Senare kyrkoherde i Malexanders församling.  |
| 1661-1669 | Laurentius Gallerius       | 1626–1683  | Senare kyrkoherde i Västra Ryds församling.  |
| 1669-1685 | Nicolaus Magni Egbyensis   |            | Senare kyrkoherde i Västra Ryds församling.  |
| 1685-1704 | Ericus Magni Osander       | -1704      |                                              |
| 1705-1722 | Magnus Magni Sidelius      | 1677-1722  |                                              |
| 1722-1738 | Erik Wikman                | 1688–1765  | Senare kyrkoherde i Malexanders församling.  |
| 1738-1753 | Andreas Sjöström           |            | Senare kyrkoherde i Västra Ryds församling.  |
| 1753-1783 | Petrus Cedervall           | 1706-1783  |                                              |
| 1784-1790 | Daniel Sjöstedt            | 1756-1790  |                                              |
| 1791-1793 | Anders Lorentz Zetterstedt | 1738-1793  |                                              |
| 1793-1832 | Nils Björkeroth            | 1753-1832  |                                              |
| 1835-1850 | Olof Wallerstedt           | 1793–1878  | Senare kyrkoherde i Malexanders församling.  |
| 1850-1854 | John Lindelius             |            | Senare kyrkoherde i Askeby församling.       |
| 1854-1858 | Samuel Edvard Willén       |            | Senare komminister i Vadstena församling.    |
| 1859-1869 | Per Gustaf Frölén          |            | Senare kyrkoherde i Sunds församling.        |
| 1869-1875 | Johan Gustaf Nyrén         |            | Senare kyrkoherde i Kvillinge församling.    |
| 1876-1891 | Per Eriksson Lindeberg     |            | Senare kyrkoherde i Vireda församling.       |
| 1891-1915 | Carl Johan Manneberg       | 1853-1930  | Senare kyrkoherde i Västra Eneby församling. |
| 1915-     | Lars Henrik Wennberg       | 1860-      |                                              |